# Col de l'Ofen
Le col de l'Ofen (en allemand : Ofenpass, en romanche : Pass dal Fuorn, en italien : passo del Forno) est un col de montagne des Alpes en Suisse situé à 2 149 mètres d'altitude, dans le canton des Grisons.
Il relie Zernez dans la vallée de l'Engadine à Val Müstair en traversant le parc national suisse, et donc aussi le val Venosta (province autonome de Bolzano) et la Valteline (Lombardie). D'un point de vue orographique, il sépare la chaîne de Sesvenna (orographiquement à gauche) du massif de l'Ortles (à droite).
Au départ de Zernez, la route principale 28 traverse le parc national suisse du côté nord et atteint le col après 19,1 km, juste à l'extérieur du parc. 7,1 km plus tôt, il est possible de bifurquer vers le tunnel de Munt La Schera pour rejoindre Livigno en Italie.

## Toponymie
Le nom du col, que ce soit en allemand, en romanche ou italien, vient du latin fundaria qui signifie « haut fourneau ». Au bas Moyen Âge, la région était en effet le lieu d'une importante activité minière, puis des fours ont été utilisés dans les usines sidérurgiques de la région. Les ruines de ces fours sont encore visibles depuis les sentiers avoisinants.

## Géographie

### Situation, topographie

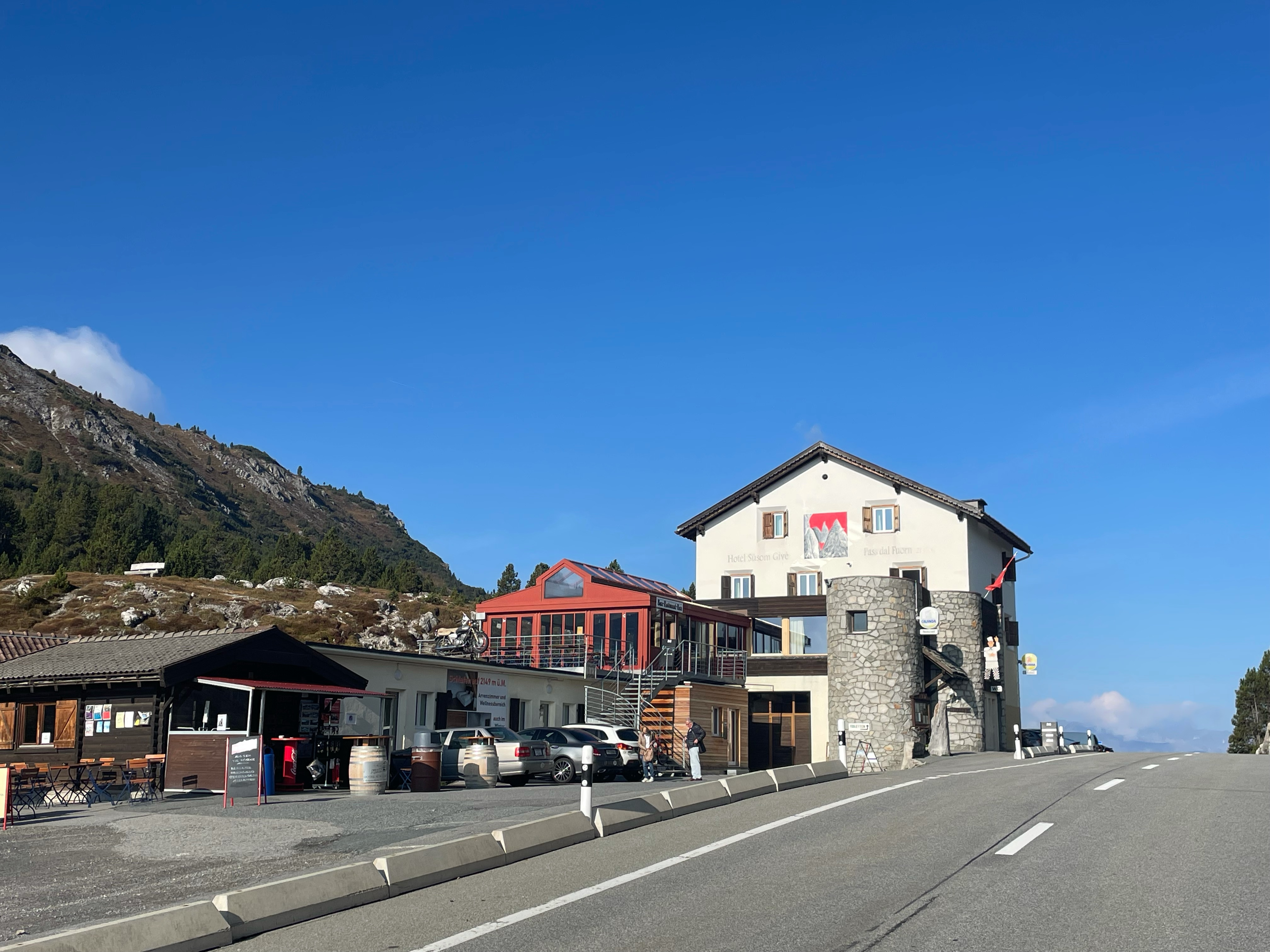
Col de l'Ofen

Le col de l'Ofen est situé dans le sud-est de la Suisse, à la limite du parc national suisse, dans le canton des Grisons. Il est globalement axé nord-ouest / sud-est. Il relie la vallée de l'Inn (affluent du Danube) dans l'Engadine au nord-ouest au Rom dans le val Müstair.

### Faune et flore
Un ours brun (Ursus arctos) y a été vu et photographié en juillet 2005, première observation d'un ours sauvage en Suisse depuis 1923 ; l'ours s'était éteint en Suisse depuis 1904.
En 2004, le plus gros spécimen d'Armillaria repéré en Europe a été trouvé près du col. Le champignon a environ 1 000 ans et son diamètre est estimé de 500 à 800 mètres.

## Histoire

### Âge de pierre
Le bassin versant du col de l'Ofen, encore boisé aujourd'hui malgré la déforestation, a toujours été une voie de transition de la vallée de l'Adige à la vallée de l'Inn. Les trouvailles au lac d'Ova Spin, à 11 kilomètres au nord-ouest du col, ont des caractéristiques datant du Néolithique, ce qui laisse penser qu'il était déjà utilisé à cette époque.

### Période romaine
Les Romains n'ont pas construit de route, mais un chemin muletier passait par le col, qui permettait les liaisons entre la via Claudia Augusta et les cols du canton des Grisons.

### Moyen Âge

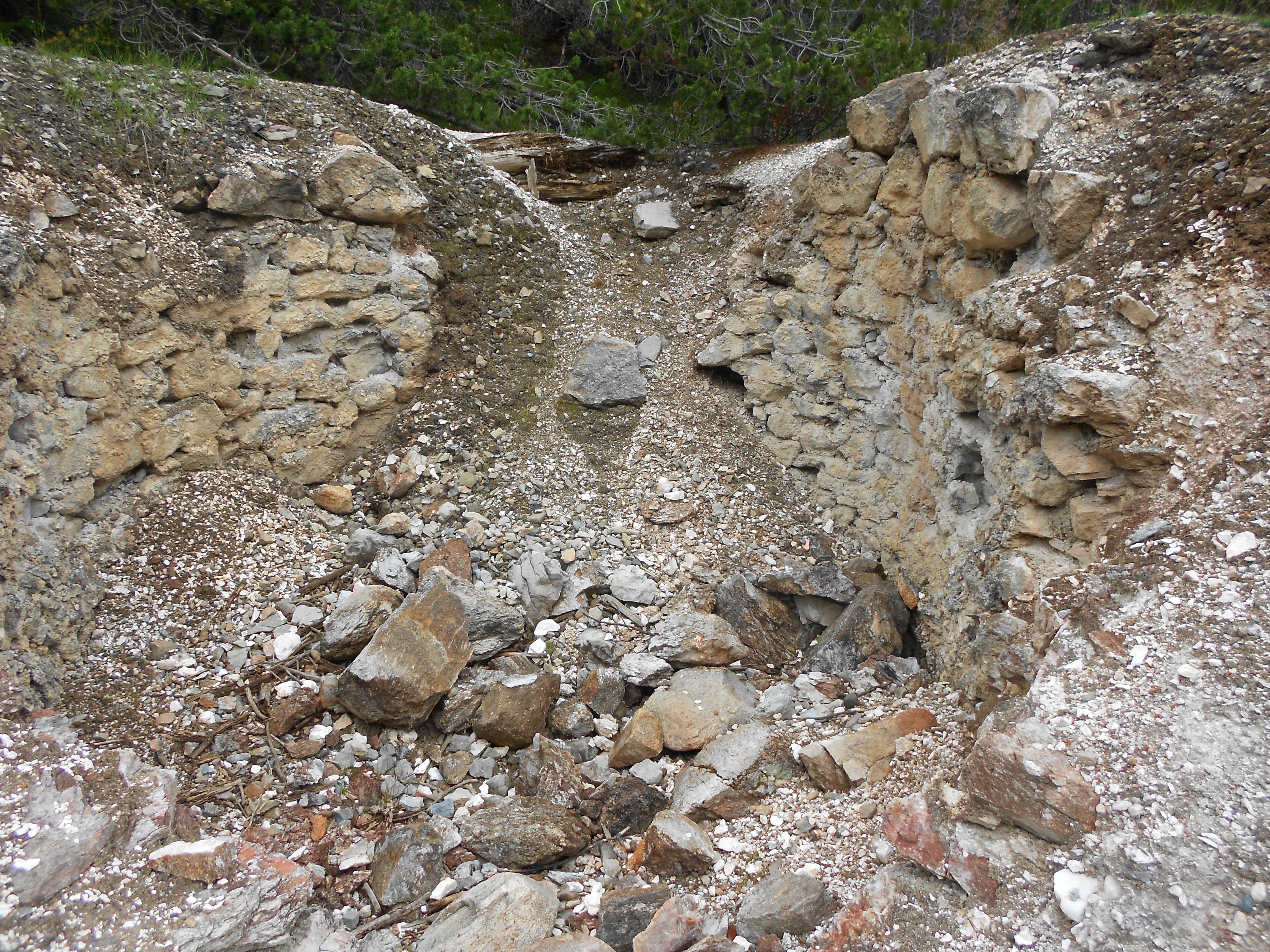
Ruines d'un four à chaux, en service jusqu'au XIXe siècle, au nord-ouest de l'actuelle auberge Il Fuorn.

Au début du Moyen Âge, l'importance de la route Engadine-val Venosta s'accroit bien qu'on ne sache pas si elle passait réellement par le col de l'Ofen à l'origine. Si une taberna Ardez est mentionnée à l'époque carolingienne sur le chemin de Coire à Müstair par le col du Julier, le trafic à cette époque peut avoir été différent ; ainsi (peut-être) un chemin contournant le col conduisait de Val S-charl au val Müstair via le col da Costainas.

### Exploitation minière
Non loin des chemins qui sont encore utilisés aujourd'hui, les vestiges et ruines des anciennes fonderies de fer qui traitaient autrefois le minerai de fer des mines sont visibles dans le paysage, en particulier les hauts fourneaux en briques. Les besoins en bois pour les cabanes et les mines étaient énormes, c'est pourquoi les forêts autrefois nombreuses, ont été abattues jusqu'à loin autour du col. Malgré quelques boisements ultérieurs, les dégâts sont encore visibles aujourd'hui.
En 1332, l'évêque de Coire Ulrich von Lenzburg accorde à la famille von Planta le droit d'exploiter des mines dans la région du col d'Ofen sur la Munt Buffalora. Plusieurs galeries sont créées avec des maillets et des fers ou par dépilage par le feu, dont la longueur totale est estimée à environ 14 kilomètres. L'installation des mineurs et des métiers liés à l'exploitation minière (charbonnières, ouvriers forestiers, fondeurs de fer, ouvriers des transports), comprenant une vingtaine de bâtiments, est située sur l'actuel pâturage d'Alp Buffalora.
En 1489, Sigismondo de Zenoni de Bormio fonde une autre société minière sur le col de l'Ofen dans la région de Murteras da Grimmels, qui doit cesser ses activités après six ans en raison d'un manque de rendement. La guerre de Souabe met fin à l'exploitation minière à partir de 1499.
Une nouvelle tentative d'exploitation minière est faite en 1580 sous Johannes von Salis-Samedan. Sur le plan technologique, une avancée significative est franchie, puisque les anciens bas fourneaux sont désormais remplacés par des hauts fourneaux et que de la fonte liquide peut être produite. Étant donné que les gisements de minerai de fer dans les zones minières de Munt Buffalora et Murteras da Grimmels sont déjà épuisés ou insuffisamment productifs, le minerai nécessaire à la fusion est transporté de la région de Bormio au col de l'Ofen qui dispose encore de suffisamment de bois pour la fonte. Au fil du temps, cependant, ce transport s'avère peu rentable, de sorte que la fonte au début du XVIIe siècle est de nouveau abandonnée.
En 1684, avec Johann Heinrich von Planta, à nouveau avec un membre de la famille von Planta, commence la dernière période minière sur le col de l'Ofen. Von Planta fait construire un nouveau haut fourneau (Flössofen, un « four à nageoires ») sur les fondations d'un ancien four près d'Il Fuorn. Les minerais nécessaires à la fonte proviennent en grande partie de Bormio. Cette fonderie est probablement arrêtée après quelques années. Les ruines du four de 1684 ont été conservées.

### Temps modernes

Le col avec le Munt la Schera en arrière-plan, photo aérienne historique de Werner Friedli (1954).

Dans l'Atlas Tyrolensis de 1774, le col après le village de Tschierv dans le Münstertal est appelé Tschirfser Jöchl.
Le chemin muletier d'origine menait sur la rampe nord au milieu du XIXe siècle d'Ova Spin via Champlönch jusqu'au col Süsom Givé.
En 1871, la route est ouverte (actuelle route principale 28) ; en 1922 le service commence pendant trois mois par an avec un transport entre Zernez et Santa Maria Val Müstair qui, en 1927, est étendu à six mois, et en 1934, à toute l'année. La construction est liée à la construction de l'Engadiner Talstrasse moderne à partir de 1865, aujourd'hui route principale 27, ainsi qu'à la construction du col de la Flüela à partir de 1867. Aujourd'hui, la route suit la vallée principale ou l'Ova dal Fuorn (Eng. « Ofenbach »).
Il était prévu de construire en 1909 un chemin de fer à voie étroite entre Zernez et Malles Venosta qui passait par le col, mais le projet n'a pas abouti en raison de la Première Guerre mondiale et de difficultés financières.

## Protection environnementale
Le parc national suisse a été fondé en 1914 dans une région peuplée de loups et d'ours et riche en faune. La section de la route du col d'Ova Spin via Il Fuorn à Buffalora sur la rampe nord est la seule route qui fait partie du parc national d'aujourd'hui. Le col et la rampe sud sont à l'extérieur du parc.